# Church of the Nazarene (Swaziland)
Nazaréens kyrka i Swaziland är indelad i fyra distrikt, med sammanlagt över 100 församlingar:
- Norra distriktet, med säte i Piggs Peak
- Centrala distriktet, med säte i Manzini
- Södra distriktet, med säte i Nhlangano
- Östra distriktet, med säte i Siteki

Kyrkan samarbetar ekumeniskt inom Swaziland Conference of Churches.

## Historia
Kyrkan grundades av den amerikanske missionären Harmon F Schmelzenbach, som anlände till norra Swaziland i oktober 1910.
Efter att Schmelzenbach bott nära Piggs Peak i närmare ett år, så gick drottningen slutligen med på att han fick köpa ett stycke land i Endzingeni och bygga Peniel Mission Station.  
1929 dog Harmon F Schmelzenbach och hans missionsarbete i Swaziland övertogs av andra.
En av dessa var Susan N Fitkin vars son gett namn åt Raleigh Fitkin Memorial Hospital i Manzini.

## Institutioner
- 34 grundskolor
- 3 high schools
- Nazarene Colleges of Nursing and Education i Manzini
- Nazarene College of Theology i Siteki
- Raleigh Fitkin Memorial Hospital i Manzini